# دی۲اچ
دی۲اچ (انگلیسی: D2h) شرکت رسانه‌ای هندی است، که در سال ۲۰۰۹ تأسیس شد.